# 說笑之人
《說笑之人》（英語：Stand Up Story）是2023年香港劇情片，由區焯文執導，袁富華和吳肇軒領銜主演。此電影為身為荃灣聖芳濟中學校友的區焯文，為迎接母校六十周年校慶（1963-2023）特別呈獻的作品，以母校荃灣聖芳濟中學為主要場景。
本片於2023年9月14日於香港上映。

## 劇情
文少（詹卓文）從小已經察覺父親華哥（詹家華）跟其他大人有點不同：他說話沒有邏輯、理解力差、容易被騙，懂事後才知道他智力的確比正常人低，母親更因此離家出走，留下文少子代母職，照顧父親。一次偶然機會，文少為了獎金參加棟篤笑比賽，立即便迷上了！觀眾的笑聲帶來無比的成功感，可是之後他便沒再能成功引觀眾發笑。為了找尋靈感，文少發掘生活中可笑之處，可是他發現終極的笑其實是苦中作樂在校時同學的恥笑、畢業後工作的艱辛、照顧華哥時的點滴、甚至是影響全球的世紀疫症……生活之苦也可以是歡笑之源！

## 演員
| 演員   | 角色            | 簡介                                                                         |
| 袁富華 | 詹家華 （華哥） | 文少之父，有輕度智障。本來在臧校長的學校當校工，退休後到臧校長的茶餐廳工作。 |
| 吳肇軒 | 詹卓文 （文少） | 華哥之子，自小與父親相依為命，在大學讀哲學，夢想以「棟篤笑」為正職。         |
| 伍詠詩 | 阿May           | 文少之大學同女學，熱愛「棟篤笑」。                                           |
| 阮兆輝 | 臧校長          | 華哥工作之學校的校長，退休後經營茶餐廳「三陂小廚」。                         |
| 陳麗雲 | 四姨            | 華哥在「三陂小廚」茶餐廳的同事。                                             |
| 蔣祖曼 | 淑芳            | 華哥之妻，文少年幼時抛夫棄子離家出走。                                       |
| 林家熙 | 文少同學        | 文少的中學同學                                                               |
| 岑寶兒 | 妓女            | 一樓一小姐                                                                   |

## 備註
1. ↑  截至2023年10月8日

## 外部連結
- 說笑之人的Instagram帳戶
- 說笑之人的Facebook專頁
- 香港影庫上《說笑之人》的資料（繁體中文）
- 豆瓣电影上《說笑之人》的資料 （简体中文）